# Каламица
Каламица е река в Южна България – Област Хасково, община Свиленград, ляв приток на река Марица. Дължината ѝ е 23 km. Отводнява част от югозападните склонове на Сакар планина. Река Каламица е последният приток на река Марица, вливаща се в нея на българска територия.
Река Каламица извира от югозападните склонове на Сакар планина на 458 м н.в., на 2,3 km североизточно от село Равна гора, Община Свиленград. Тече в южна посока в тясна долина. След устието на левия си приток Кабаягаджи дере на протежение около 2 км служи за граница между България и Турция, след което отново навлиза в българска територия. Влива се отляво в река Марица на 43 m н.в., на 350 m югоизточно от село Капитан Андреево.
Площта на водосборния басейн на реката е 59 km2, което представлява 0,11% от водосборния басейн на Марица, а границите на басейна ѝ са следните:
- на запад – с водосборния басейн на река Ченгенедере, ляв приток на Марица;
- на изток – с водосборния басейн на река Кемал, ляв приток на Марица, протичаща на турска територия.

Основен приток – Кабаягаджи дере (ляв), протичаща изцяло по българо-турската граница.
Реката е с основно дъждовно подхранване, като максимумът е в периода декември-март, а минимумът юли-октомври.
Част от водите на реката, главно в долното течение се използват за напояване, като във водосборния ѝ басейн са изградени няколко микроязовира, най-голям от които е язовир „Бунария“.

## Топографска карта
- Лист от карта K-35-77. Мащаб: 1 : 100 000.